# Мацуревич, Ипполит Куприянович
Мацуревич Ипполит Куприянович (1882—1939) — советский учёный, академик АН УССР.

## Биография
Родился 31 января 1882 года в поселке Глуск (нынешняя Могилевская область).
В 1907 году окончил Киевский университет, в котором и работал.
В 1910 году применил хлороугольный эфир для получения третичных спиртов жирного ряда.
В 1925—1930 годах работал также в Киевском институте народного хозяйства, с 1930 — в Киевском политехническом институте, а с 1932 — в НИИ каучука и каучуконосов.
В 1934—1939 годах — руководитель отдела высокомолекулярных соединений Института органической химии и технологии.
С 1935 года — профессор, с 15 марта 1939 — председатель отдела физико-химических и математических наук АН УССР.
Умер 22 июля 1939 года в Киеве.

## Исследования
Научные работы посвящены исследованиям в области органического синтеза, как то исследование синтеза бета-оксикислот, спиртов за реакцией Гриньяра, сернистых производных 1, 2,4-триазола, ненасыщенных кетонов; изучал состав смол отечественных каучуконосов — вместе с членом-корреспондентом АН УССР С. М. Реформатским.